# Abdelhamid Dif
Pour les articles homonymes, voir Dif.
 (décembre 2018).
Si vous disposez d'ouvrages ou d'articles de référence ou si vous connaissez des sites web de qualité traitant du thème abordé ici, merci de compléter l'article en donnant les références utiles à sa vérifiabilité et en les liant à la section « Notes et références ».
Abdelhamid Dif est un footballeur algérien né le 19 octobre 1987 à Tlemcen. Il évolue au poste de milieu de terrain.

## Biographie
Il évolue en Division 1 avec les clubs du WA Tlemcen et de l'USM Annaba. Il dispute une cinquantaine de matchs dans ce championnat.

## Palmarès
- Finaliste de la Coupe d'Algérie en 2008 avec le WA Tlemcen (ne joue pas la finale).
- Accession en Ligue 1 en 2009 avec le WA Tlemcen.